# Hakama-shita

Un koshita, ou hakama-shita (袴下, « dessous de hakama »), est une variante du kimono japonais destinée à être portée sous le hakama. Pour faciliter les mouvements, le koshita est fendu dans le bas du dos.
Contrairement à une idée répandue, c'est normalement le koshita, et non le kimono ou le haut du keikogi, qui est censé être utilisé comme haut de corps du hakama dans des arts martiaux japonais, tels que le judo, l'aïkido ou encore le iaido.